# Jan van Scorel
Jan van Scorel (Schoorl, Bergen, 1495 - Utrecht, 6 de desembre de 1562) fou un pintor neerlandès al qual se li atribueix la introducció de l'art renaixentista italià als Països Baixos.

## Biografia
Va néixer a Schoorl, cap al nord d'Alkmaar i a prop de l'Abadia d'Egmond. No se sap si va començar els seus estudis sota la tutela del Mestre d'Alkmaar, Pieter Gerritsz a Haarlem, Jacob Cornelisz a Amsterdam, o amb Jan Gossaert a Utrecht però és segur que els dos darrers pintors mestres varen coincidir amb ell posteriorment i qui tindria un gran efecte sobre la seva tècnica. Segons el RKD, va estar registrat a Haarlem el 1517 on potser col·laborava amb el seu contemporani Maarten van Heemskerck, que com ell, havia nascut a la vora d'Alkmaar (naturalment col·laboraven en Haarlem el 1528).

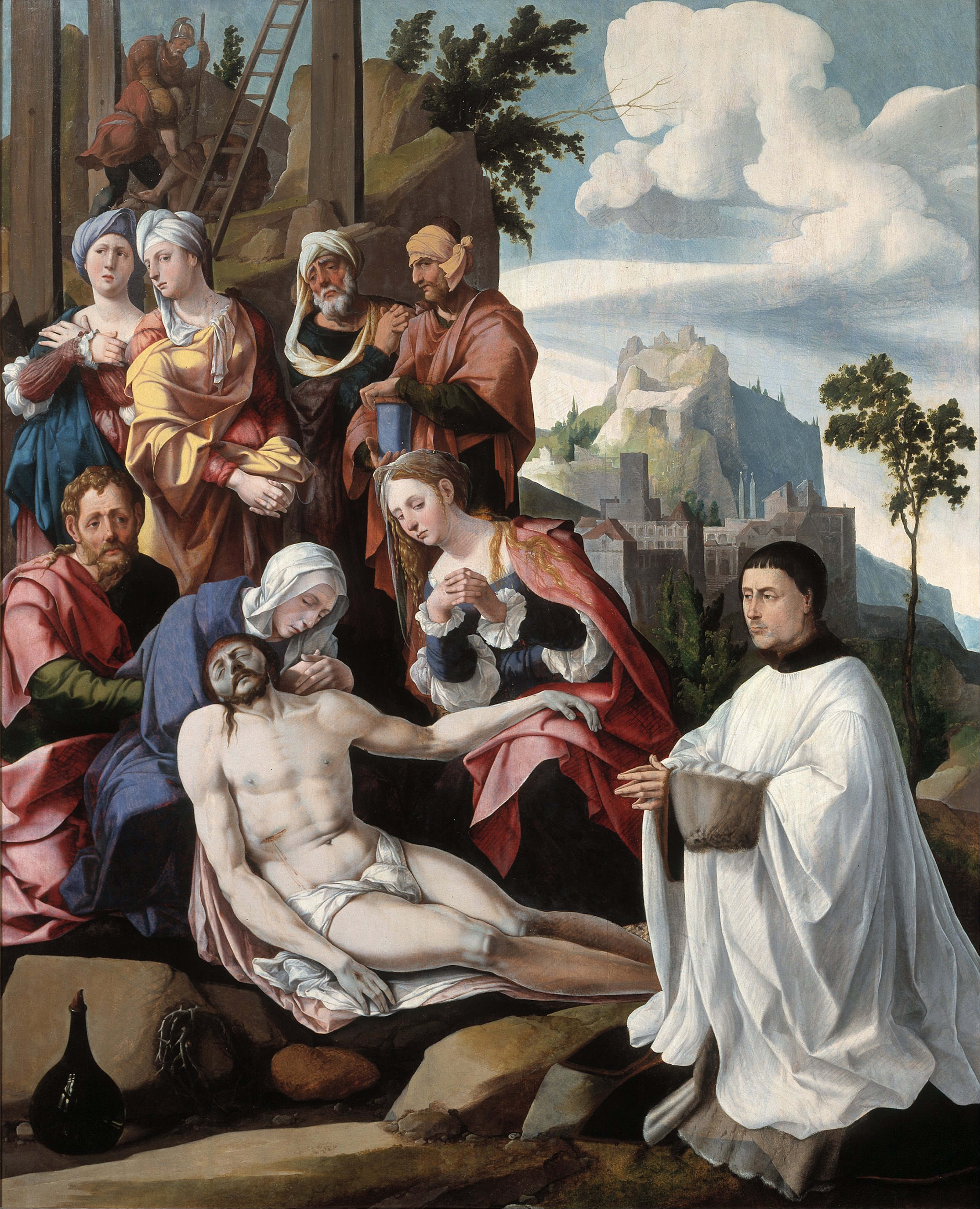
La lamentació de Crist de Jan van Scorel

El 1524 Jan Gossaert consta al Castell de Duurstede, prop d'Utrecht, on tenia Jan van Scorel com alumne. Van Scorel va començar a viatjar per Europa poc després dels vint anys, després de visitar Utrecht. El 1518-22 se'l registra a Venècia, i passant pel camí per Nuremberg i, via Àustria, va travessar els Alps. Al poble d'Obervellach, el 1520, completava el seu primer treball representatiu, el "Sippenaltar" a l'església de Sant Martin. Giorgione va causar una influència considerable en Jan van Scorel durant la seva estada a Venècia. Al deixar Venècia, des de 1522-24 Jan van Scorel va passar a través de Roma i va fer un pelegrinatge a Terra Santa. Les seves experiències a Jerusalem es descriuen en molts dels seus treballs posteriors. Potser a causa de les seves experiències, Heemskerck viatjaria més tard a Roma, beneficiant-se de les experiències de Van Scorel.
El 1521, van Scorel va retornar a Roma on coneix el papa holandès Adrià VI, qui el pot haver conegut abans a Utrecht, i que el nomenaven pintor del Vaticà. Ell mateix posaria per a un retrat. Van Scorel gaudia de la influència de Michelangelo i Rafael, i va succeir a aquest com a cuidador del Belvedere.
En el seu retorn als Països Baixos el 1524, es va instal·lar a Utrecht on va començar una reeixida carrera com a pintor i professor. Van Scorel era un home molt educat i especialitzat en enginyeria i arquitectura, així com un artista. Era també poliglota, sens dubte com a resultat dels seus viatges. Va fer els plans per construir un pòlder a la seva terra, Holanda Nord, més tard finançat pel seu amic d'Anvers, el comerciant Servaes de Haese. Potser a causa del treball en aquest pòlder, consta que va estar a Haarlem el 1528, on va col·laborar amb Heemskerck i amb l'escola Dirck Volckertszoon Coornhert.
Considerat com el principal romanista neerlandès, Van Scorel va anar a Gant amb un contracte per pintar abans de retornar a Utrecht per la mateixa raó, on va morir el 1562, deixant enrere una gran quantitat de retrats i retaules. Encara que molts dels seus treballs varen ser destruïts víctimes de la Iconoclàstia el 1566, encara resten algunes obres que poden ser vistes principalment a museus dels Països Baixos.

## Influències
Els pintors contemporanis de Van Scorel amb qui va coincidir, li varen ensenyar i/o va col·laborar, són Cornelis Willemsz (1481-1552), Aertgen van Leyden, Mestre d'Alkmaar (o Cornelis Buys), Pieter Gerritsz, Jacob Cornelisz, Jan Gossaert Maarten Van Heemskerck, Antonis Mor, Lambert Sustris, Mestre del Bon Samarità, i Martin Schermus van Deventer.